# Rhomboda
Rhomboda es un género de orquídeas perteneciente a la subfamilia Orchidoideae. Se encuentra en los trópicos y subtrópicos de Asia y sudoeste del Pacífico.

## Especies deRhomboda
A continuación se brinda un listado de las especies del género Rhomboda aceptadas hasta mayo de 2011, ordenadas alfabéticamente. Para cada una se indica el nombre binomial seguido del autor, abreviado según las convenciones y usos y la publicación válida.
1. Rhomboda abbreviata (Lindl.) Ormerod, Orchadian 11: 329 (1995).
2. Rhomboda alticola (Schltr.) Ormerod, Orchadian 11: 334 (1995).
3. Rhomboda angustifolia (Carr) Ormerod, Orchadian 11: 332 (1995).
4. Rhomboda arunachalensis A.N.Rao, J. Econ. Taxon. Bot. 22: 426 (1998).
5. Rhomboda atrorubens (Schltr.) Ormerod, Orchadian 11: 334 (1995).
6. Rhomboda bantaengensis (J.J.Sm.) Ormerod, Orchadian 11: 333 (1995).
7. Rhomboda blackii (Ames) Ormerod, Austral. Orchid Rev. 63(4): 11 (1998).
8. Rhomboda cristata (Blume) Ormerod, Orchadian 11: 333 (1995).
9. Rhomboda dennisii Ormerod, Orchadian 11: 336 (1995).
10. Rhomboda elbertii Ormerod, Lindleyana 17: 226 (2002).
11. Rhomboda fanjingensis Ormerod, Orchadian 11: 327 (1995).
12. Rhomboda kerintjiensis (J.J.Sm.) Ormerod, Oasis Suppl. 3: 18 (2004).
13. Rhomboda lanceolata (Lindl.) Ormerod, Orchadian 11: 329 (1995).
14. Rhomboda longifolia Lindl., J. Proc. Linn. Soc., Bot. 1: 181 (1857).
15. Rhomboda minahassae (Schltr.) Ormerod, Orchadian 11: 333 (1995).
16. Rhomboda moulmeinensis (C.S.P.Parish & Rchb.f.) Ormerod, Orchadian 11: 325 (1995).
17. Rhomboda pauciflora (Ridl.) Ormerod, Austral. Orchid Rev. 63: 11 (1998).
18. Rhomboda polygonoides (F.Muell.) Ormerod, Orchadian 11: 333 (1995).
19. Rhomboda velutina (J.J.Sm.) Ormerod, Orchadian 11: 333 (1995).
20. Rhomboda wardii Ormerod, Orchadian 11: 327 (1995).
21. Rhomboda yakusimensis (Masam.) Ormerod, Orchadian 11: 331 (1995).